# Hanifa Drissi
Hanifa Drissi est une gymnaste artistique algérienne.

## Biographie
Hanifa Drissi remporte aux Championnats d'Afrique de gymnastique artistique 2006 au Cap la médaille d'argent par équipes.